# Berkley (Colorado)
Berkley és una concentració de població designada pel cens dels Estats Units a l'estat de Colorado. Segons el cens del 2000 tenia 10.743 habitants.

## Demografia
Segons el cens del 2000, Berkley tenia 10.743 habitants, 3.804 habitatges, i 2.586 famílies. La densitat de població era de 1.026,7 habitants per km².
Dels 3.804 habitatges en un 33,3% hi vivien nens de menys de 18 anys, en un 47,2% hi vivien parelles casades, en un 13% dones solteres, i en un 32% no eren unitats familiars. En el 24,1% dels habitatges hi vivien persones soles el 7,7% de les quals corresponia a persones de 65 anys o més que vivien soles. El nombre mitjà de persones vivint en cada habitatge era de 2,82 i el nombre mitjà de persones que vivien en cada família era de 3,36.
Per edats la població es repartia de la següent manera: un 27,5% tenia menys de 18 anys, un 11,3% entre 18 i 24, un 31,1% entre 25 i 44, un 20,6% de 45 a 60 i un 9,6% 65 anys o més.
L'edat mediana era de 32 anys. Per cada 100 dones de 18 o més anys hi havia 105,6 homes.
La renda mediana per habitatge era de 36.945 $ i la renda mediana per família de 41.250 $. Els homes tenien una renda mediana de 30.951 $ mentre que les dones 25.882 $. La renda per capita de la població era de 17.295 $. Entorn del 6,2% de les famílies i el 10,7% de la població estaven per davall del llindar de pobresa.

## Poblacions més properes
El següent diagrama mostra les poblacions més properes.